# Rafael Ortega El Xalapa
Rafael Ortega (* ca. 1957 in Xalapa, Veracruz), nach seiner Geburtsstadt auch unter dem Spitznamen El Xalapa bekannt, ist ein ehemaliger mexikanischer Fußballspieler, der vorwiegend im Mittelfeld agierte.

## Leben
Ortega begann seine Laufbahn als Profispieler bei den Tuberos de Veracruz, mit denen er in der Saison 1975/76 die Meisterschaft der drittklassigen Tercera División gewann und die folgenden beiden Spielzeiten in der zweiten Liga verbrachte. Anschließend wurde er vom Stadtrivalen CD Veracruz verpflichtet, bei dem er von 1978 bis 1982 sowie noch einmal in seiner letzten Saison 1989/90 unter Vertrag stand. Die dazwischenliegenden Jahre von 1982 bis 1989 verbrachte er beim CF Monterrey, mit dem er im Torneo México 86 die mexikanische Fußballmeisterschaft gewann.
Im Alter von 33 Jahren beendete er seine aktive Laufbahn aufgrund einer schweren Knieverletzung und kehrte nach Monterrey zurück, wo er fortan als Unternehmer arbeitete. Gegenwärtig ist er für ein Jugendprojekt der Universidad Veracruzana tätig.

## Erfolge
- Mexikanischer Meister: México 86
- Meister der Tercera División: 1975/76